# Bruce Rauner
Bruce Vincent Rauner (Chicago, 18 februari 1956) is een Amerikaans politicus van de Republikeinse Partij. Tussen 2015 en 2019 was hij gouverneur van de Amerikaanse staat Illinois.
- Gemeinsame Normdatei: 1190135590
- Library of Congress Control Number: no2017141053
- Virtual International Authority File: 2362151002103930280006